# شورون

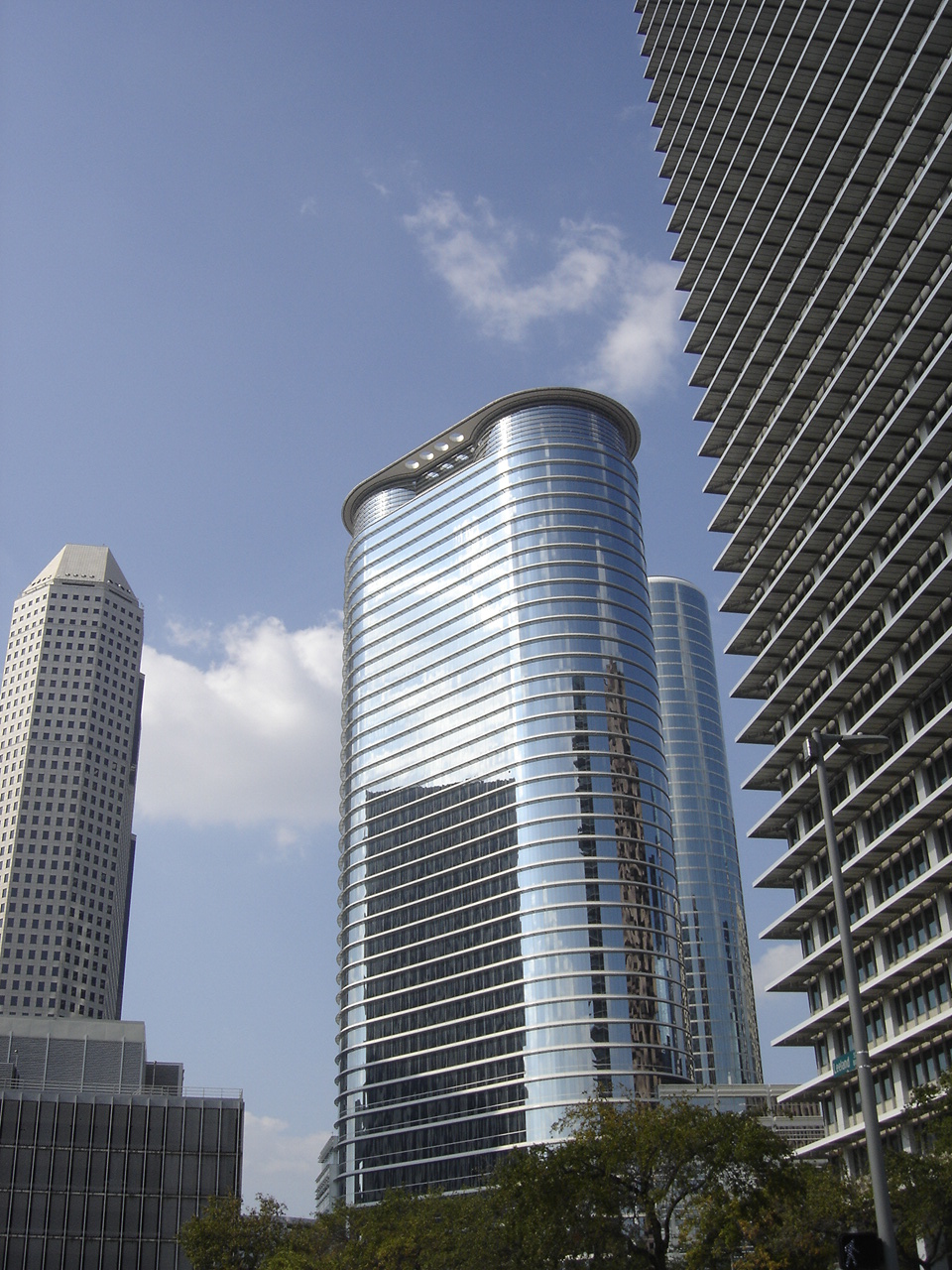
ساختمان ۱۵۰۰ خیابان لوئیزیانا، یکی از دفاتر اداری شورون در هیوستون

شِوْرون (به انگلیسی: Chevron) شرکت نفت‌وگاز چندملیتی آمریکایی است، که به‌طور میانگین روزانه ۳٫۱ میلیون بشکه نفت خام تولید می‌کند و به‌عنوان یکی از بزرگ‌ترین شرکت‌های چندملیتی جهان شناخته می‌شود. دفتر مرکزی این شرکت در شهر سان رامون واقع در ایالت کالیفرنیا قرار دارد.
این شرکت در سال ۱۸۷۹ تحت عنوان استاندارد اویل کالیفرنیا تأسیس شد. شرکت نفت شورون دارای عملیات در ۱۸۰ کشور جهان است و در همه زمینه‌های صنایع نفت و گاز همچون اکتشاف، استخراج، پالایش، بازاریابی و انتقال؛ نفت خام، گاز طبیعی و میعانات گازی، تولید مواد شیمیایی و فرآورده‌های پتروشیمی، همچنین تولید برق فعالیت می‌نماید.
شورون یکی از ۶ شرکت بزرگ نفتی است، که در کنار شرکت‌های اکسان‌موبیل، بی‌پی، توتال، کونوکو فیلیپس و رویال داچ شل، تحت عنوان سوپرمیجر طبقه‌بندی می‌شوند. شرکت شورون در سال ۲۰۱۳ در فهرست فورچون جهانی ۵۰۰ در رتبه یازدهم و در فهرست فوربز جهانی ۲۰۰۰ نیز در رتبه شانزدهم از بزرگترین شرکت‌های جهان قرار داشت. هم‌اکنون شورون از نظر میزان درآمد سالیانه، یکی از بزرگترین شرکت‌های جهان محسوب می‌شود.

## تاریخچه
شورون که بازمانده شرکت نفت استاندارد اویل کالیفرنیا (سوکال)، یکی از هفت خواهران نفتی می‌باشد، در بسیاری از زمینه‌های صنعت نفت، گاز و انرژی، شامل اکتشاف، تولید، پالایش، بازاریابی و انتقال، تولید مواد شیمیایی، تولید انرژی و فروش حامل‌های انرژی، فعال است. نخستین فعالیت شرکت نفتی شورون، مربوط به اکتشاف نفت، در «میدان نفتی پیکو کانیون» که در شمال شهر لس‌آنجلس قرار دارد، می‌باشد. این کشف منجر به شکل‌گیری شرکت نفتی؛ پسیفیک کاست (به انگلیسی: Pacific Coast) در سال ۱۸۷۹ شد. امروزه این شرکت قدیمی‌ترین شرکت تابعه شرکت شورون می‌باشد. پسیفیک کوست در سال ۱۹۰۰ توسط شرکت استاندارد اویل آیوا خریداری شد. این شرکت یکی از شرکت‌های تابعه شرکت استاندارد اویل، جان دیویس راکفلر بود، که مدتی بعد به شرکت استاندارد اویل کالیفرنیا تغییر نام داد و سپس نیز به شرکت شورون تبدیل شد.
از سوی دیگر قدمت شورون به زمان تأسیس «شرکت نفت تگزاس» در سال ۱۹۰۱ بازمی‌گردد. این شرکت در آغاز فعالیت بسیار کوچک بود و نخستین دفتر آن در ۳ اتاق از ساختمان راه‌آهن بیومونت، تگزاس در ایالات متحده آمریکا قرار داشت. شرکت نفت تگزاس در سال‌های بعد به تکزاکو تغییرنام داد. امروزه این شرکت یکی از شرکت‌های زیرمجموعه شورون محسوب می‌شود. در سال ۱۹۳۳ کشور تازه تأسیس عربستان سعودی، امتیاز اکتشاف نفت در آن کشور را به شرکت سوکال داد و ۵ سال پس از آن، میدان‌ها نفتی با تولید اقتصادی در عربستان کشف شد. در اوایل دهه ۱۹۵۰ سوکال بزرگ‌ترین مخزن نفتی جهان، به نام «میدان نفتی غوار» در عربستان را کشف کرد و همین امر باعث تأسیس زیرمجموعه سوکال، یعنی شرکت «استاندارد اویل عربی کالیفرنیا» و توسعه این شرکت تا تشکیل «شرکت نفتی عربی آمریکایی» (به‌اختصار: آرامکو) در سال ۱۹۴۴ شد.
شرکت شورون در دهه ۱۹۶۰ میلادی و با بهره‌گیری از فناوری تزریق بخار به دل زمین، با هدف ازدیاد برداشت نفت از مخازن هیدروکربوری که در آن دوران نیز فناوری جدیدی به‌شمار می‌رفت، حجم استخراج نفت از مخازن زیرزمینی میدان نفتی کرن‌ریور را به میزان بسیاری افزایش داد. سپس به لطف بهره‌گیری از نسل پیشرفته‌تری از سامانه‌های مهندسی، دانش زمین‌شناسی و ابزارهای حفاری، در کنار فرایند تزریق بخار، برداشت نفت خام از این میدان نفتی، افزایش چشمگیری داشت. شرکت سوکال که در آغاز بخشی از مونوپولی راکفلرها بود و سپس به شورون تغییر نام داده بود، در سال ۱۹۸۴ با شرکت «گلف اویل» ادغام شد و بزرگ‌ترین ادغام شرکت‌های نفتی تا آن زمان صورت گرفت. شورون سرانجام در سال ۲۰۰۱ با شرکت نفت تگزاس یا تکزاکو ادغام شد و نام آن به شورون-تکزاکو تغییر یافت. شرکت شورون-تکزاکو در تاریخ ۹ مه ۲۰۰۵ به منظور حضور هماهنگ‌تر در بازار جهانی، دوباره به شورون تغییرنام داد و تکزاکو به عنوان یک نشان تجاری (برند) تحت نظارت شرکت شورون باقی‌ماند. شورون در ۱۹ اوت ۲۰۰۵ با شرکت یونوکال ادغام شد و به دلیل فعالیت‌های بسیار عظیم نفتی یونوکال در جنوب شرقی آسیا، شورون به بزرگ‌ترین تولیدکننده انرژی در جهان تبدیل شد.
هم‌اکنون شرکت شورون چهارمین غول نفتی جهان و دومین شرکت بزرگ نفتی ایالات متحده آمریکا محسوب می‌شود. درآمد آن براساس آمار سال ۲۰۱۱ معادل ۲۵۳٫۷۶ میلیارد دلار بود و ۶۲٫۰۰۰ کارمند در استخدام خود داشت. چندین شرکت خودروسازی از جمله جنرال موتورز و تویوتا، برای آزمایش خودروهای خود، تنها از بنزین تولیدی شورون استفاده می‌نمایند. در شورون نیز همانند دیگر شرکت‌های نفتی، حوادث غیرمترقبه و انفجارهایی در حین کار، وجود داشته‌است و انجمن‌های فعال در زمینه محیط زیست نیز، چندین بار از این شرکت به دلیل آلوده کردن محیط زیست، شکایت کرده‌اند. تنها پروژه شورون در پالایشگاه ریچموند، ۱۱ میلیون پوند مواد سمی تولید کرده و بیش از ۳۰۴ حادثه به بار آورده‌است.
هنگامی که میدان نفتی کرن ریور در سال ۱۸۹۹ کشف شد، تحلیلگران اعلام کرده بودند، که این میدان نفتی بالغ بر ۵۴ میلیون بشکه نفت خام قابل برداشت دارد و در مجموع تنها می‌توان تا ۱۰٪ از نفت خام آن را استحصال کرد. نکته جالب این است که این رقم تنها بخش کوچکی از ۲۷۸ میلیون بشکه نفتی بود، که تا سال‌های گذشته از این میدان نفتی استخراج شده‌است. در نوامبر سال ۲۰۰۷ شرکت شورون به عنوان بهره‌بردار این میدان اعلام کرد که تولید تجمعی نفت خام این میدان با استفاده از تجهیزات پیشرفته، به ۲ میلیارد بشکه رسیده‌است. امروزه هنوز هم از میدان نفتی کرن ریور روزانه ۸۰ هزار بشکه نفت تولید می‌شود و این در حالی است که کارشناسان این شرکت برآورد می‌کنند، که ذخیره قابل برداشت این میدان کماکان بالغ بر ۶۲۷ میلیون بشکه باشد. در ماه ژوئیه سال ۲۰۰۸ شورون با برداشتن نام خود از ۱۱۰۰ جایگاه پمپ بنزین، در ایندیانا، کنتاکی، کارولینای شمالی، پنسیلوانیا، اوهایو و چندین ایالت دیگر، به عملیات خرده‌فروشی در شمال‌شرقی ایالات متحده پایان داد. شرکت شورون کماکان به دلیل برخورداری از دانش و تجهیزات فناوری اطلاعات، زیرساخت‌های دیجیتال و فرایندهای تولید، از اعتبار ویژه‌ای در صنایع نفت و گاز برخوردار است.

## شرکت‌های تابعه

### گلف اویل

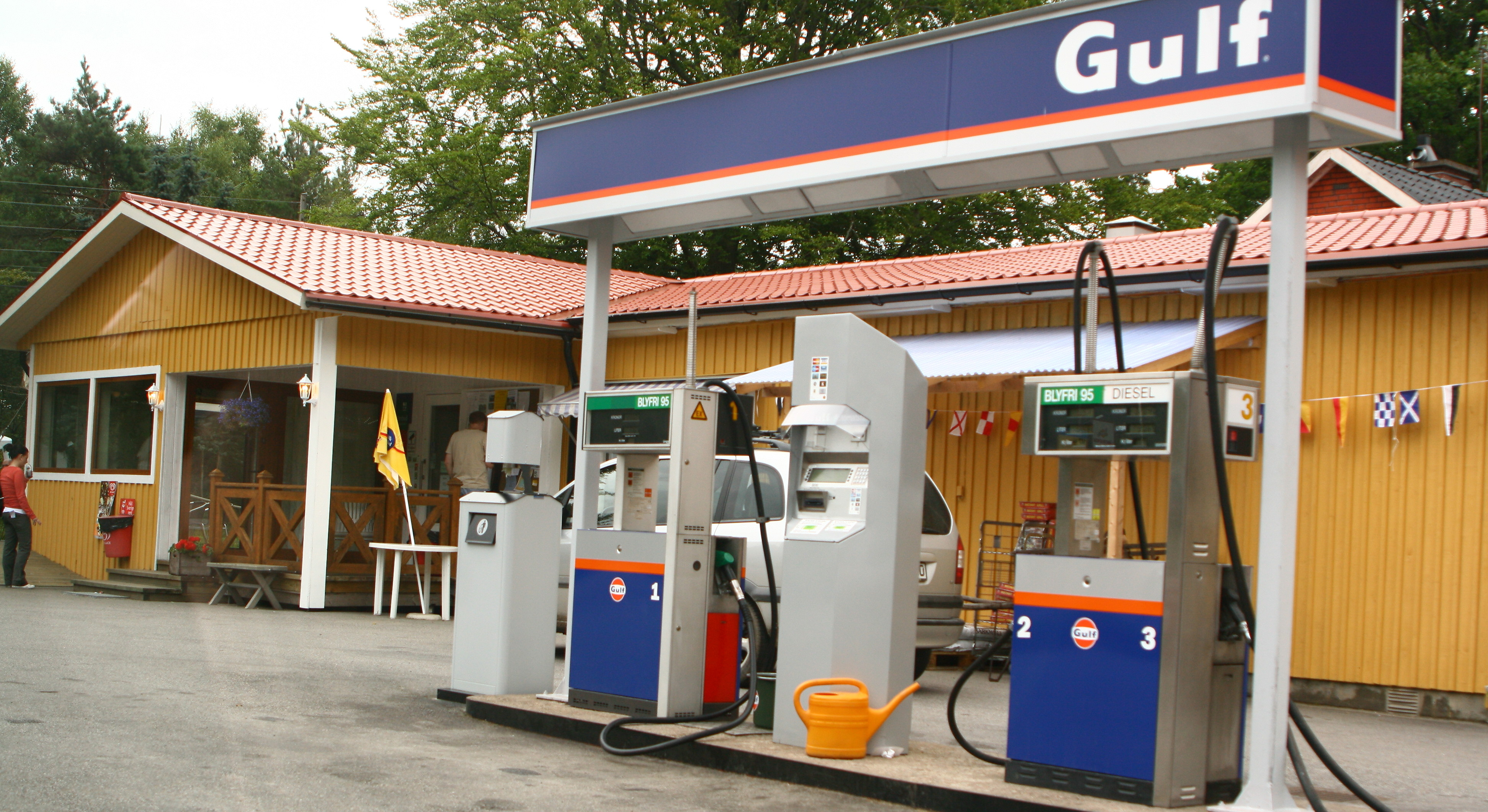
پمپ بنزین شورون با نام تجاری گلف اویل

گلف اویل (به انگلیسی: Gulf Oil) در سال ۱۹۸۴ استاندارد اویل کالیفرنیا و گلف اویل با هم ادغام شدند، که در زمان خود بزرگترین ادغام میان شرکت‌ها در تاریخ ایالات متحده آمریکا بود. با این ادغام شورون مالک کلیه شرکت‌های زیرمجموعه گلف اویل نیز بحساب می‌آمد. سپس شماری از این شرکت‌های تابعه توسط شورون به فروش رفت. همچنین شماری از پمپ بنزین‌ها و چند پالایشگاه متعلق به گلف اویل که در شرق ایالات متحده قرار داشتند نیز توسط شرکت‌های بی‌پی و کونوکو فیلیپس خریداری شد.

### یونوکال

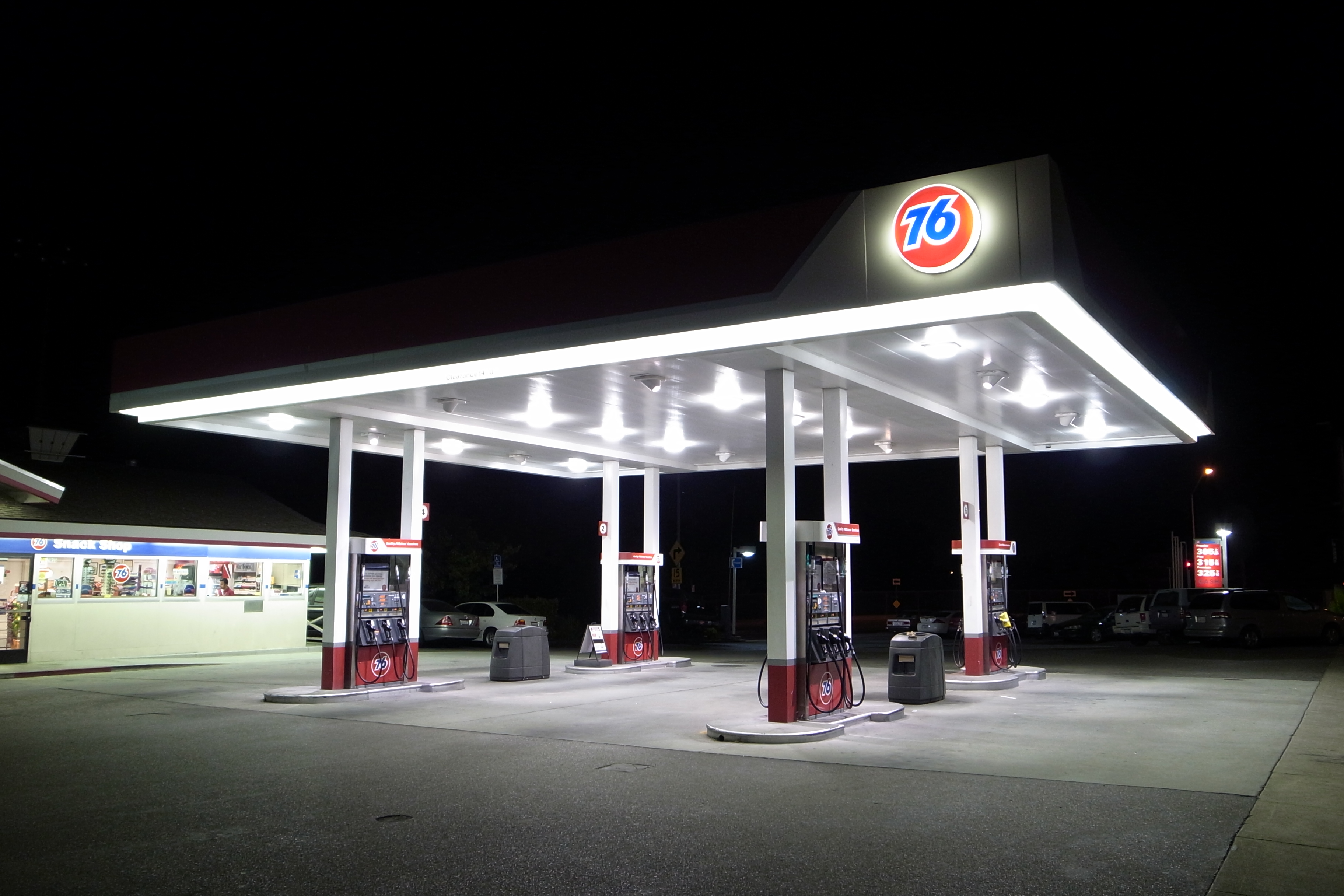
پمپ بنزین یونوکال

یونوکال (به انگلیسی: Unocal) شرکت نفتی آمریکایی است، که دفتر مرکزی آن در ال سگوندو، کالیفرنیا قرار دارد. این شرکت در سال ۱۸۹۰ تأسیس شد و در اواخر قرن ۱۹، قرن ۲۰ و اوایل قرن ۲۱ میلادی، یکی از بزرگترین شرکت‌های نفتی بود، که در زمینه اکتشاف نفت و بازاریابی در این صنعت فعالیت می‌ کرد. در تاریخ ۴ آوریل ۲۰۰۵ مدیران شورون برای خرید شرکت یونوکال کورپوریشن با مسئولان این شرکت آغاز به مذاکره کردند. قیمت پیشنهادی از طرف مسئولان یونوکال مبلغ ۱۸٫۴ میلیارد دلار اعلام شد. در تاریخ ۱۰ اوت ۲۰۰۵ سهامداران یونوکال، واگذاری این شرکت را به شورون اعلام نمودند. این شرکت در نهایت به ارزش ۱۸ میلیارد دلار معامله شد. اکنون فعالیت‌های یونوکال کورپوریشن به عنوان یک شرکت مستقل متوقف شده، ولی همچنان به عنوان یک شرکت تابعه از شورون فعالیت می‌نماید.

### تکزاکو

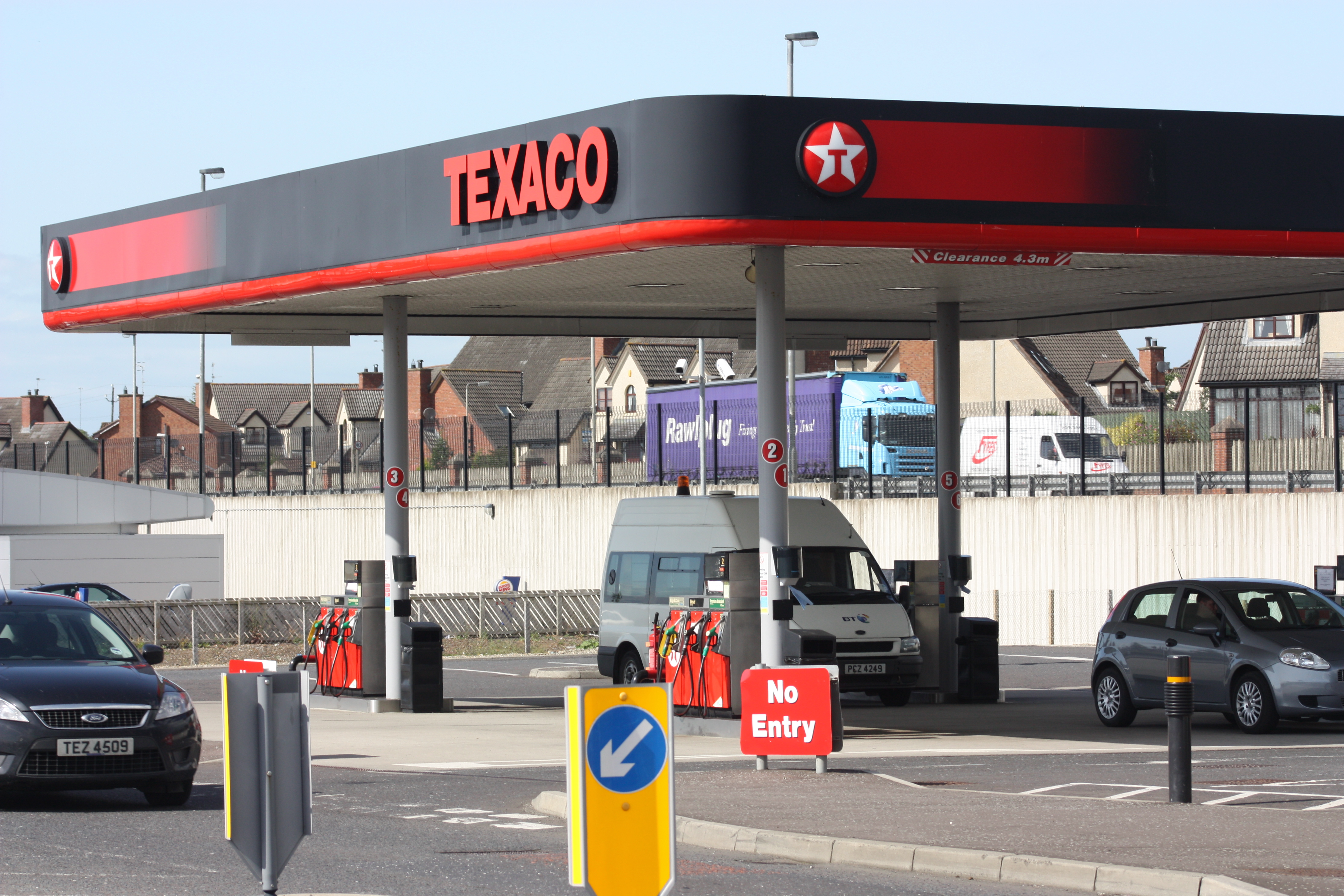
جایگاه پمپ بنزین تکزاکو در ایرلند شمالی

تکزاکو (به انگلیسی: Texaco) در سال ۱۹۰۱ در بیومونت، تگزاس و تحت نام «شرکت نفت تگزاس» فعالیت خود را آغاز کرد. پس از کشف نفت در اسپیندل‌ تاپ، تکزاکو برای سال‌ها تنها شرکت فروشنده بنزین و گازوئیل در ۵۰ ایالت آمریکا و نیز کانادا بود. در ۱۵ اکتبر ۲۰۰۰ تکزاکو توسط شورون خریداری شد. این معامله به ایجاد دومین شرکت نفتی در ایالات متحده آمریکا و چهارمین شرکت نفتی جهان انجامید. تکزاکو با مبلغ ۹۵ میلیارد دلار به شورون واگذار شد. سپس در تاریخ ۹ اکتبر ۲۰۰۱ سهامداران شورون و تکزاکو، رأی به ادغام دو شرکت دادند، که شرکت جدید؛ شورون‌تکزاکو (به انگلیسی: ChevronTexaco) نام گرفت، ولی در ۹ مه ۲۰۰۵ تکزاکو از شورون جدا شد و نام این شرکت بار دیگر به شورون تغییر یافت. شرکت تکزاکو نیز همچنان با نام تکزاکو و به عنوان یک شرکت تابعه از شورون فعالیت خود را از سر گرفت.

### کلتکس

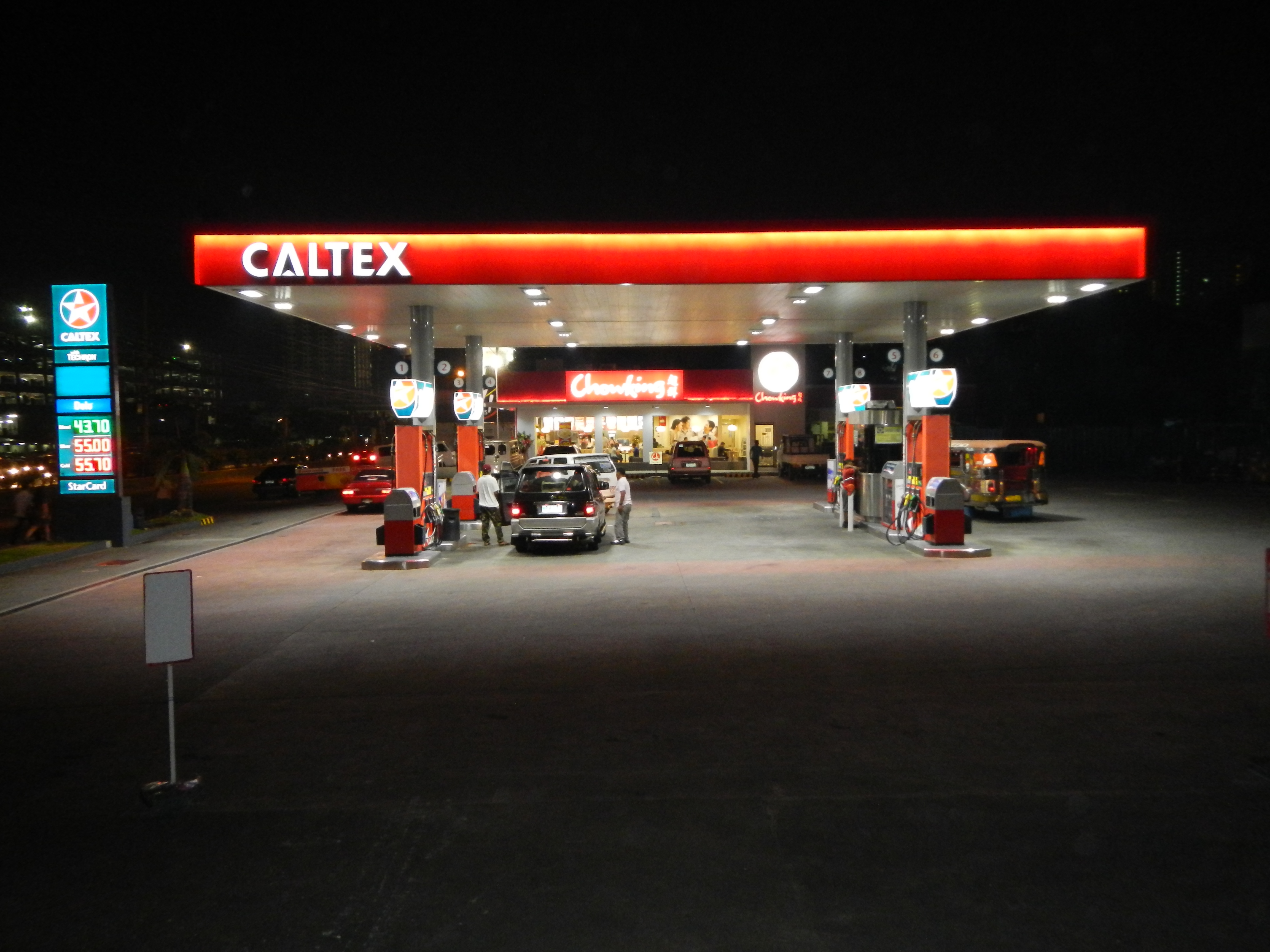
پمپ بنزین کلتکس، در فیلیپین

کلتکس (به انگلیسی: Caltex) نام تجاری شرکت شورون، در بیش از ۶۰ کشور مستقر در آسیای شرقی، خاورمیانه، استرالیا و آفریقای جنوبی می‌باشد. این شرکت یک سرمایه‌گذاری مشترک میان شرکت نفت تگزاس و استاندارد اویل کالیفرنیا (شورون) بود، که در سال ۱۹۳۶ به اجرا درآمد. نام کلتکس از ۲ نام کالیفرنیا (از استاندارد اویل کالیفرنیا) و تگزاس (از شرکت نفت تگزاس یا تکزاکو) اقتباس شده‌است.

### استاندارد اویل کالیفرنیا

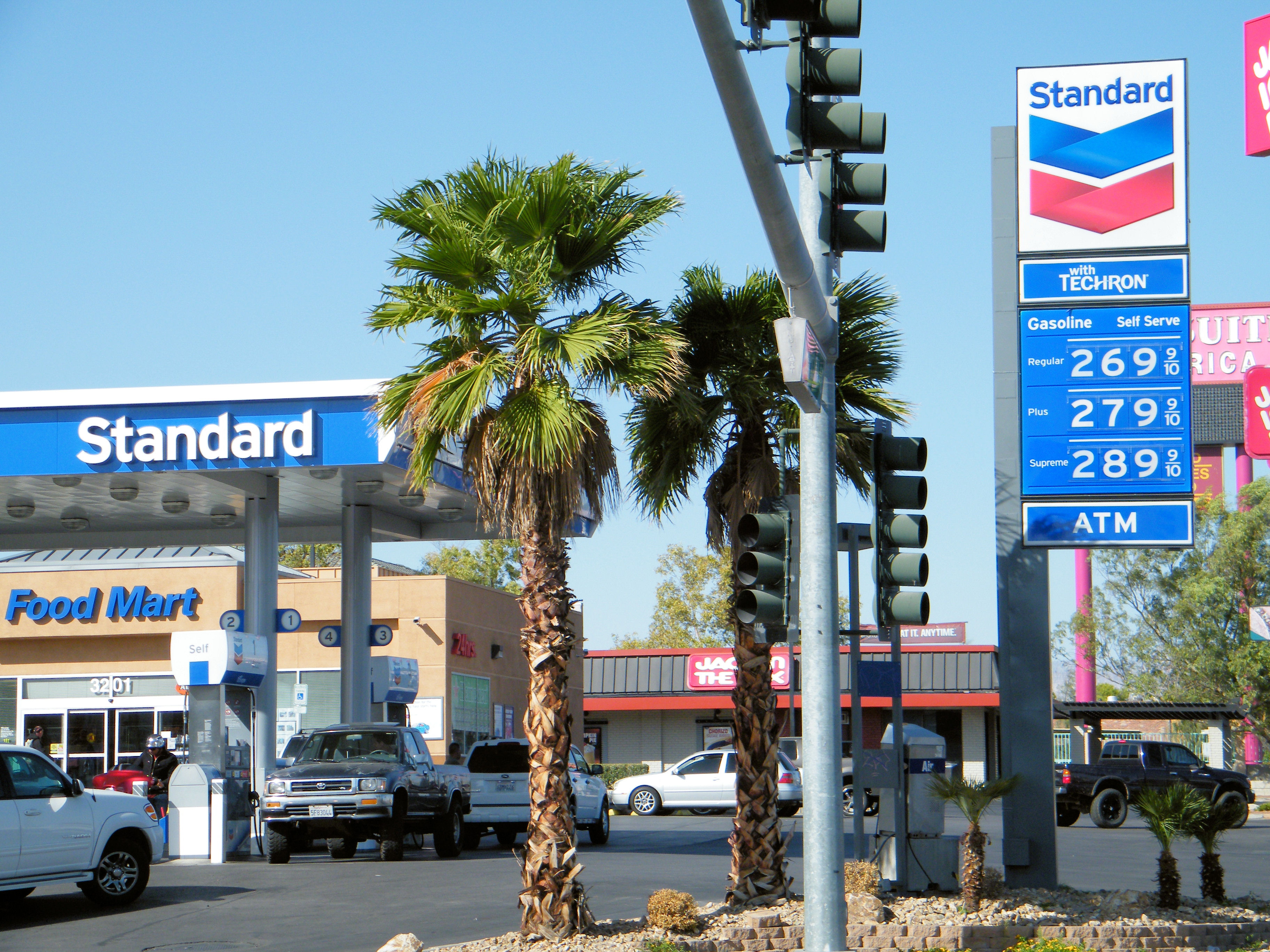
پمپ بنزین شورون، با نام تجاری استاندارد

استاندارد اویل کالیفرنیا شرکت نفتی آمریکایی و از شرکت‌های زیرمجموعه استاندارد اویل بود، که در سال ۱۹۱۱ از استاندارد اویل جدا شد، که همین امر باعث پیشرفت سریع آن گردید. این شرکت در سال‌های بعد در جمع ۷ شرکت بزرگ در صنعت نفت جهان، که به نام؛ هفت خواهران نفتی نامیده می‌شدند قرار گرفت. در اوایل قرن بیستم، صنعت نفت عملا زیر سلطه و در انحصار این ۷ شرکت بزرگ قرار داشت. در سال ۱۹۲۶ نام این شرکت به استاندارد اویل کالیفرنیا تغییر پیدا کرد. در طول سال‌های بعد این شرکت با نام تجاری «استاندارد» فعالیت می کرد. در ابتدای دهه ۱۹۳۰، در برخی از فعالیت‌های خود از نام تجاری شورون استفاده می‌کرد، که در پایان نام آن به شورون تغییر پیدا کرد.

### آرامکو
آرامکو (به انگلیسی: Aramco) در سال ۱۹۳۳ تحت نام شورون، آغاز به اکتشاف نفت در سرزمین عربستان سعودی نمود، که سرانجام به کشف بزرگترین میدان نفتی جهان؛ یعنی میدان نفتی غوار انجامید. سپس در سال ۱۹۴۴ شرکت تابعه این شرکت در کشور عربستان سعودی و با نام عربین آمریکن شرکت (به انگلیسی: Arabian American Company) ثبت شد، که سپس به اختصار به آن، آرامکو گفته می‌شد. از سال ۱۹۷۳ با درآمدی که از فروش نفت عاید دولت عربستان سعودی می‌شد، دولت سعودی آغاز به خریداری سهام شرکت آرامکو نمود و تا سال ۱۹۸۰ اکثریت سهام آن در مالکیت دولت عربستان قرار داشت. سپس در سال ۱۹۸۸ درحالی‌که کنترل ۱۰۰٪ از سهام این شرکت در اختیار دولت عربستان بود، نام آن به سعودی آرامکو تغییر یافت. هم‌اکنون مدیریت و دارایی‌های این شرکت در انحصار کامل عربستان سعودی می‌باشد.

## بخش پایین‌دستی

### صنایع پتروشیمی

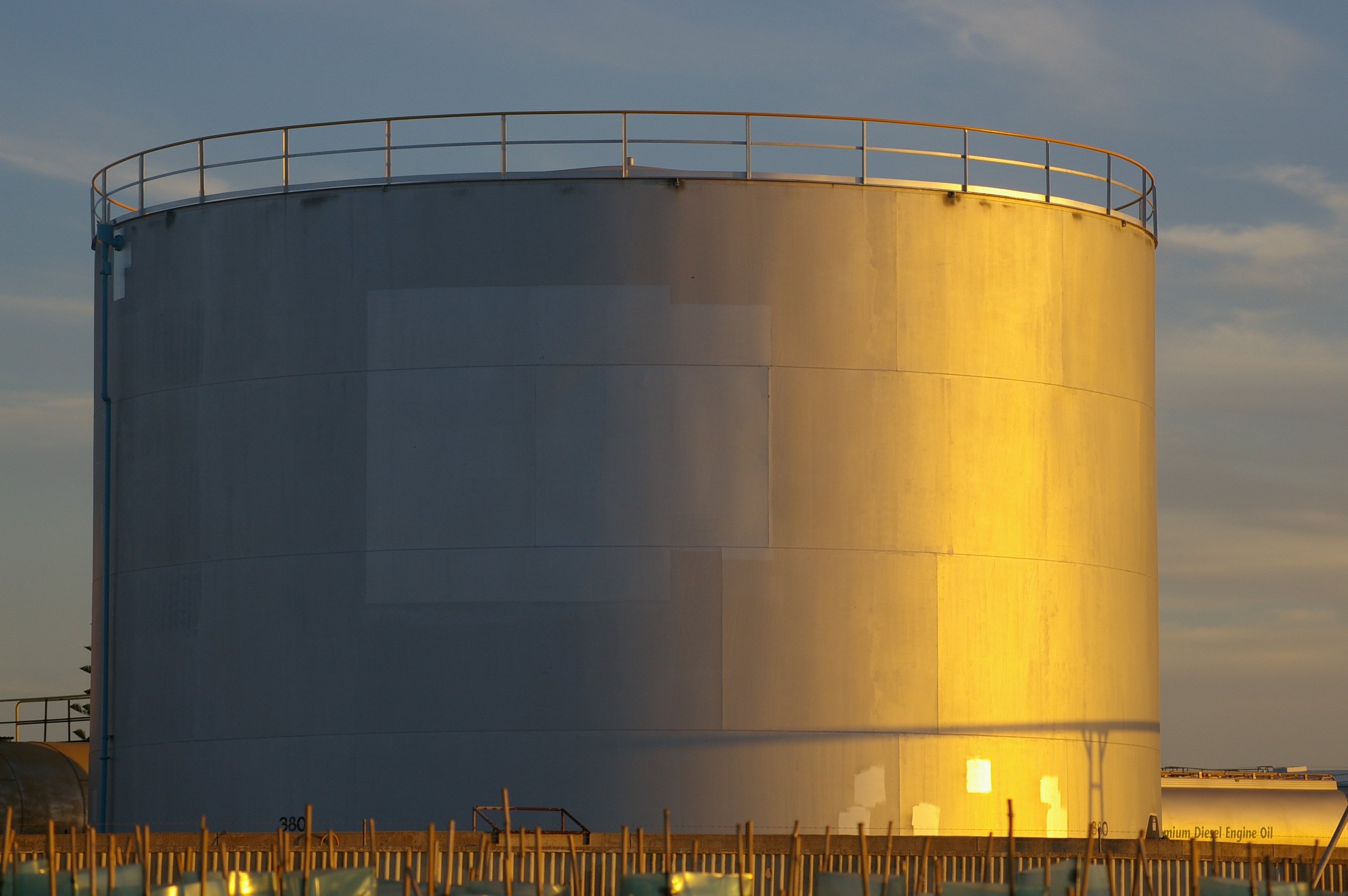
مخزن ذخیره‌سازی بنزین شورون

بخش پایین‌دستی شورون وظیفه تولید، بازاریابی و فروش محصولاتی چون: بنزین، روان‌سازها، مواد افزودنی، محصولات پتروشیمی و دامنه گسترده‌ای از مواد شیمیایی را بر عهده دارد. مهم‌ترین مناطق عملیاتی این شرکت، در بخش فروش عبارتند از: آمریکای شمالی، جنوب شرقی آسیا، کره جنوبی، استرالیا و آفریقای جنوبی. این محصولات از طریق شبکه‌ای از ۲۰ هزار جایگاه خرده‌فروشی عرضه می‌شود. شرکت «شورون اورونیت» یکی از شرکت‌های تابعه شورون است، که در زمینه تولید، بازاریابی و فروش بنزین، روان‌کننده‌ها و مواد افزودنی فعالیت می‌نماید.

### صنایع شیمیایی
کلیه عملیات مربوط به بخش صنایع شیمیایی شرکت شورون توسط شرکت تابعه «شورون فیلیپس» مدیریت می‌شود. این شرکت در سال ۲۰۰۲ از دارایی‌های بخش تولید محصولات شیمیایی ۲ شرکت نفتی؛ شورون و کونوکو فیلیپس راه‌اندازی شد و اکنون در مالکیت شرکت‌های فیلیپس ۶۶ (متعلق به کونوکو فیلیپس) و شورون قرار دارد. شرکت شورون فیلیپس هم‌اکنون دارای ۳۵ کارخانه تولید محصولات شیمیایی است، که در ۹ کشور جهان مستقر می‌باشند.

### پالایشگاه‌ها

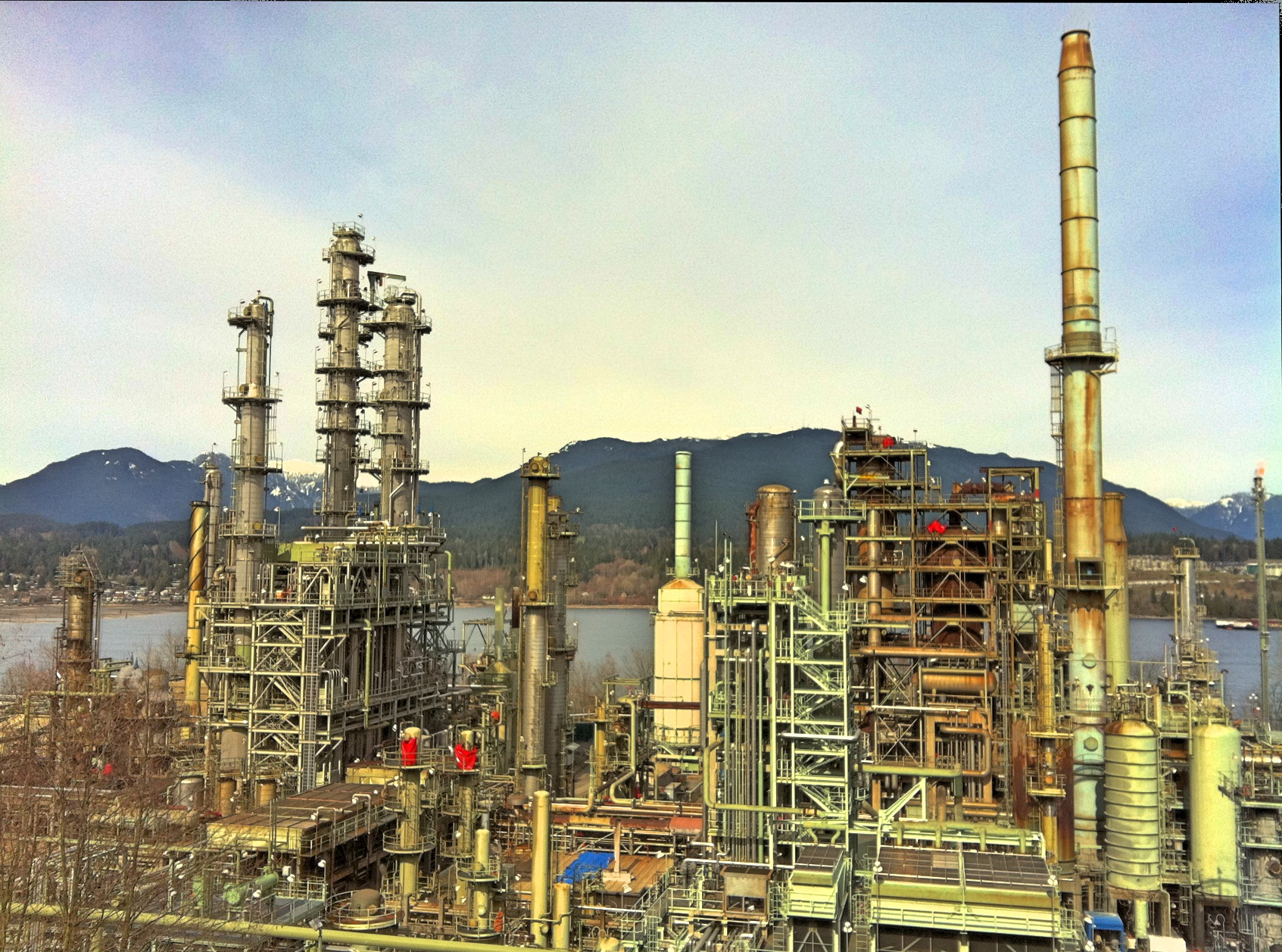
پالایشگاه شورون، در کانادا

شورون مالک ۵ پالایشگاه در ایالات متحده، یک پالایشگاه در کیپ‌تاون، آفریقای جنوبی و یک پالایشگاه در برنابی، بریتیش کلمبیا می‌باشد. شرکت شورون همچنین در ۷ پالایشگاه به صورت مشترک با شرکت‌های نفتی دیگر سرمایه‌گذاری نموده‌است. این پالایشگاه‌ها در کشورهای استرالیا، پاکستان، سنگاپور، تایلند، کره جنوبی و نیوزیلند قرار دارند. شورون همچنین دارای یک کارخانه بزرگ تولید آسفالت در پرث آمبوی، نیوجرسی می‌باشد. در این کارخانه پالایشگاهی کوچک نیز وجود دارد، همچنین از اوایل سال ۲۰۰۸ به عنوان یک ترمینال حمل‌ونقل انواع فراورده‌های نفتی نیز عمل می‌نماید.
پالایشگاه‌های شورون در مناطق زیر مستقر می‌باشند:
- پاسکاگولا، می‌سی‌سی‌پی
- سالت‌لیک‌سیتی، یوتا
- کاپولئی، هاوایی
- ال سگوندو، کالیفرنیا
- ریچموند، کالیفرنیا
- برنابی، کانادا
- کیپ‌تاون، آفریقای جنوبی

### پالایش و فروش
ظرفیت پالایش نفت خام شرکت شورون در سال ۲۰۱۰ به‌طور میانگین معادل ۱٫۹ میلیون بشکه در روز بوده‌است. پالایشگاه‌های متعلق به این شرکت در همین سال (۲۰۱۰) به‌طور متوسط روزانه ۳٫۱ میلیون بشکه فراورده‌های نفتی پردازش شده، نظیر بنزین، گازوئیل و سوخت جت را به فروش رسانده‌است.

### بازاریابی

#### پمپ بنزین

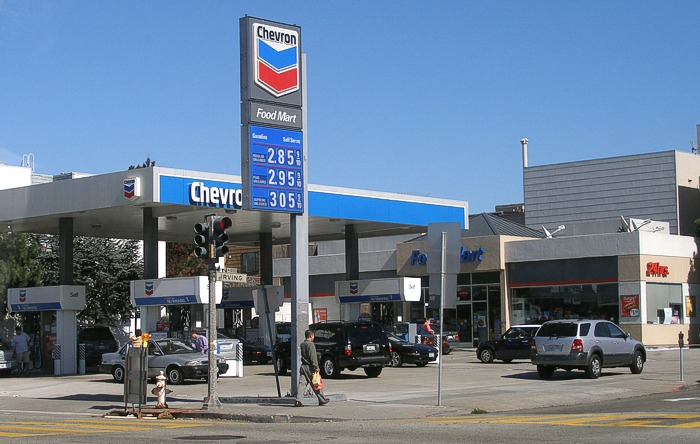
پمپ بنزین شورون سانفرانسیسکو، کالیفرنیا

شورون یکی از بزرگترین شرکت‌های نفتی در بخش خرده‌فروشی سوخت محسوب می‌شود. این شرکت هم‌اکنون مالک شبکه گسترده‌ای از ۲۰ هزار جایگاه پمپ بنزین در کشورهای مختلف می‌باشد. جایگاه‌های سوخت شورون با نام‌های تجاری زیر فعالیت می‌نمایند:
- جایگاه‌های پمپ بنزین شورون
- جایگاه‌های پمپ بنزین استاندارد اویل
- جایگاه‌های پمپ بنزین تکزاکو
- جایگاه‌های پمپ بنزین کلتکس
- جایگاه‌های پمپ بنزین یونوکال

#### روان‌سازها
شرکت شورون روان‌سازها و روغن موتورهای تولید شده خود را، با برندها و نام‌های تجاری زیر، عرضه می‌نماید:
- دیلو: توزیع توسط شورون و کلتکس
- هاولاین: توزیع توسط کلتکس و تکزاکو
- ریوتکس: توزیع توسط کلتکس
- اورسا: توزیع توسط تکزاکو

#### مواد افزودنی
مواد افزودنی شورون، با دو برند تولید می‌شوند:
- تکرون: توزیع توسط شورون، تکزاکو و کلتکس
- کلین سامانه ۳: توزیع توسط تکزاکو و تکرون

## هیئت مدیره
اعضای هیئت مدیره شرکت شورون:
- جان واتسون: رئیس هیئت مدیره
- جرج کرکلند: نایب رئیس هیئت مدیره

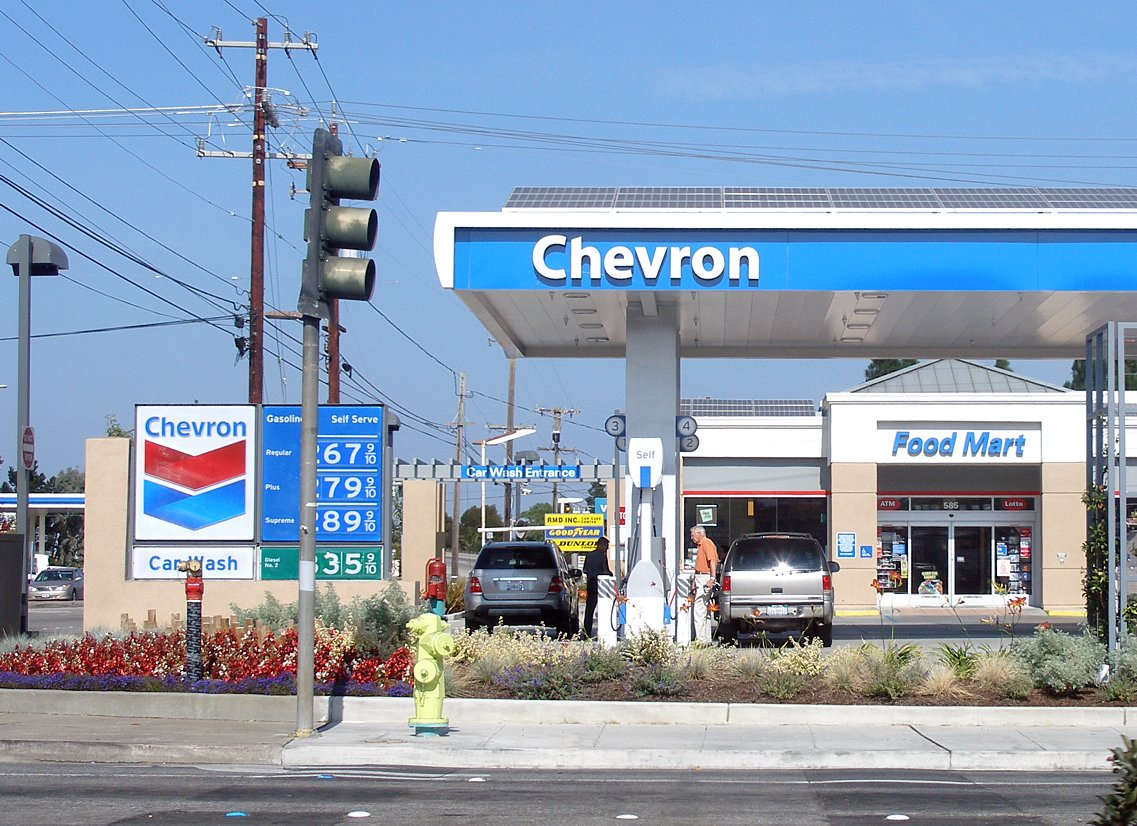
جایگاه پمپ بنزین شورون

- کارل ویر: معاون مدیرعامل شرکت کوکاکولا
- رابرت دنهم: عضو هیئت مدیره نیویورک تایمز
- جان استامپف: مدیرعامل ولز فارگو
- چاک هیگل: وزیر دفاع پیشین ایالات متحده آمریکا
- چارلز شومت: عضو هیئت مدیره سیگنا
- انریکه هرناندز جونیور: رئیس هیئت مدیره نورداستروم
- دونالد رایس: عضو هیئت مدیره ولز فارگو
- کوین دبلیو. شرر: مدیرعامل پیشین امژن
- فرانکلین جنیفر: رئیس پیشین دانشگاه تگزاس در دالاس
- رونالد شوگر: عضو هیئت مدیره اپل
- رابرت جیمز ایتن: عضو هیئت مدیره اینترنشنال پیپر

کاندولیزا رایس؛ وزیر امور خارجه پیشین آمریکا، پیش‌تر یکی از اعضای هیئت مدیره شورون بود، همچنین ریاست کمیته سیاست عمومی شورون را نیز برعهده داشت. او در تاریخ ۱۵ ژانویه ۲۰۰۱ استعفاء داد، تا بتواند به عنوان مشاور امنیت ملی جورج دبلیو بوش منصوب شود. جان واتسون در ۳۰ سپتامبر ۲۰۰۹ به عنوان رئیس هیئت مدیره و مدیرعامل این شرکت انتخاب شد. وی در تاریخ ۳۱ دسامبر ۲۰۰۹ در پی بازنشستگی دیوید جی. اوریلی جایگزین وی شد.

## دفاتر شرکت

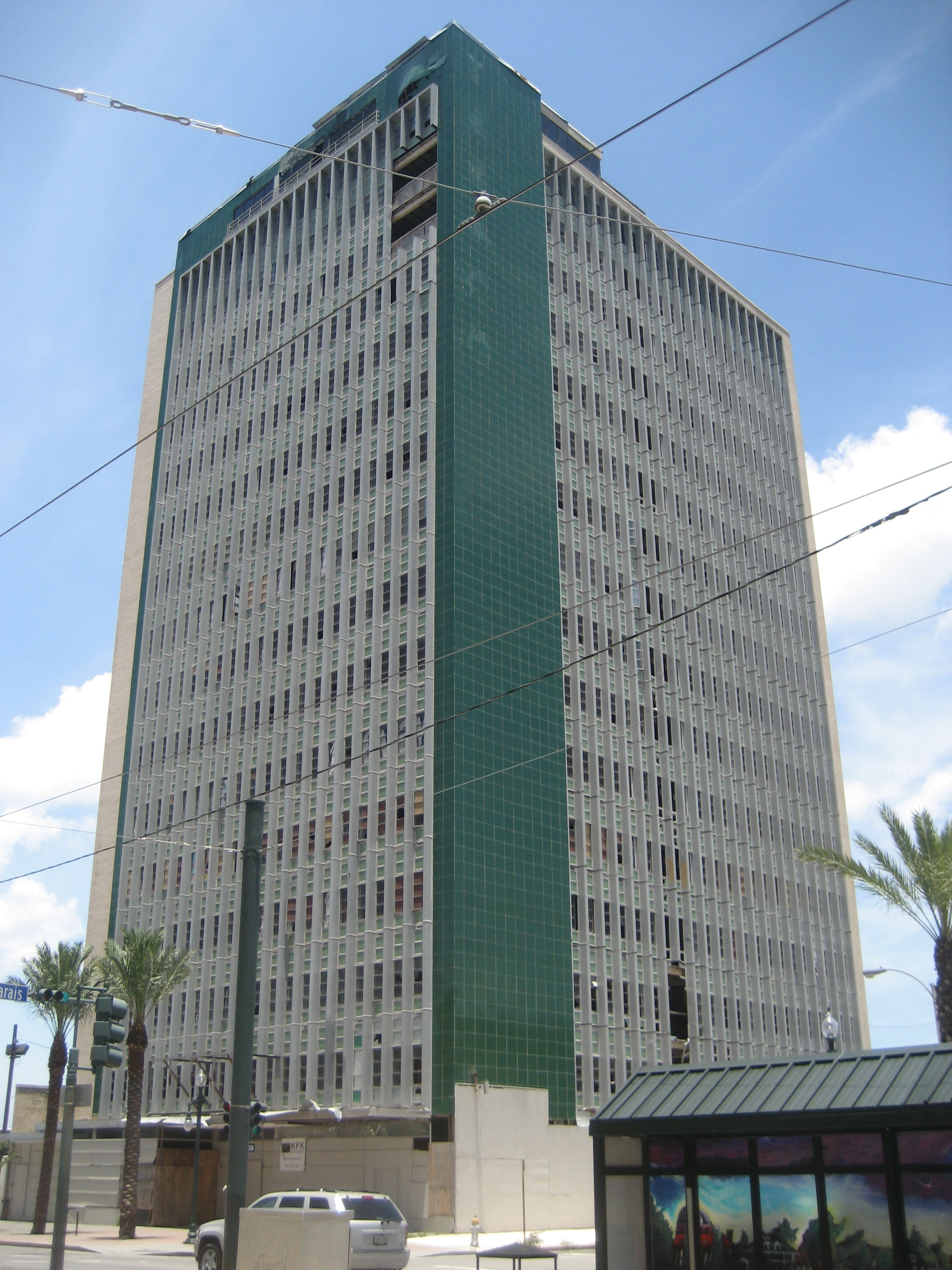
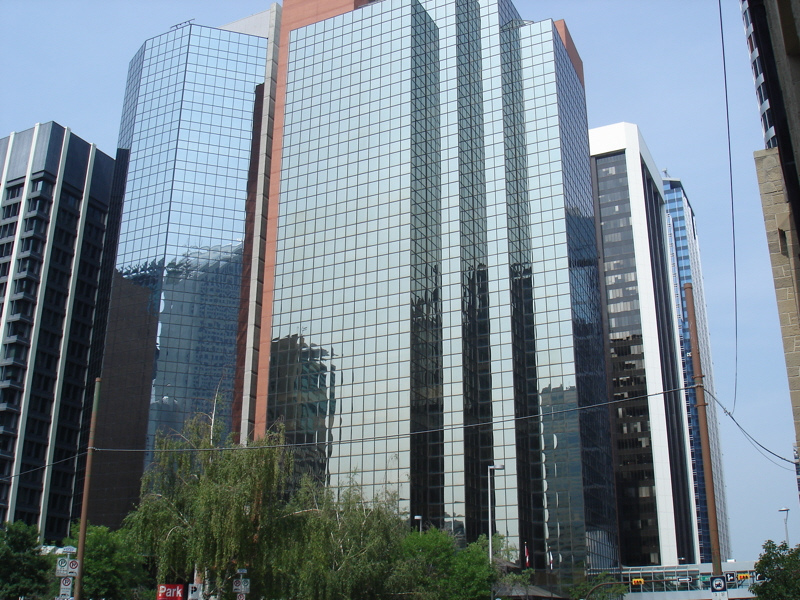
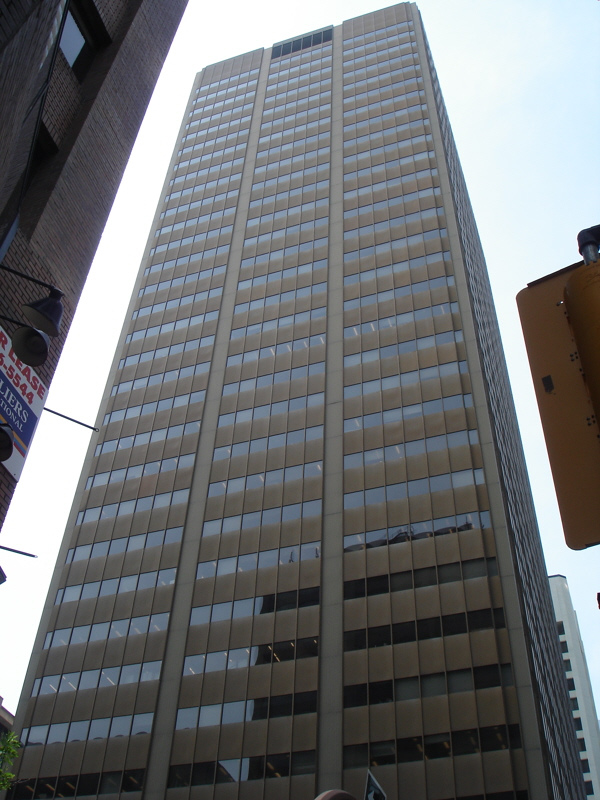
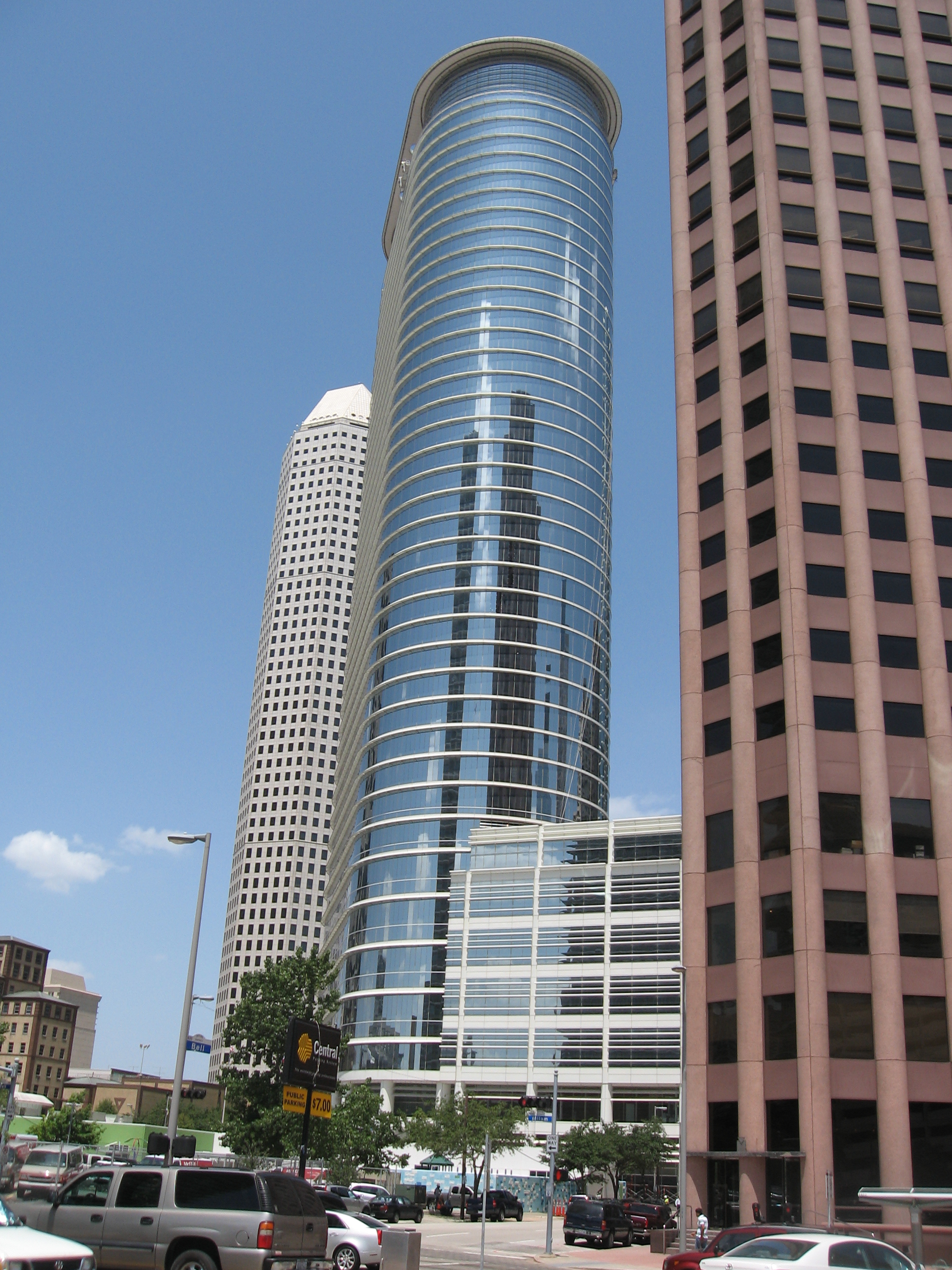
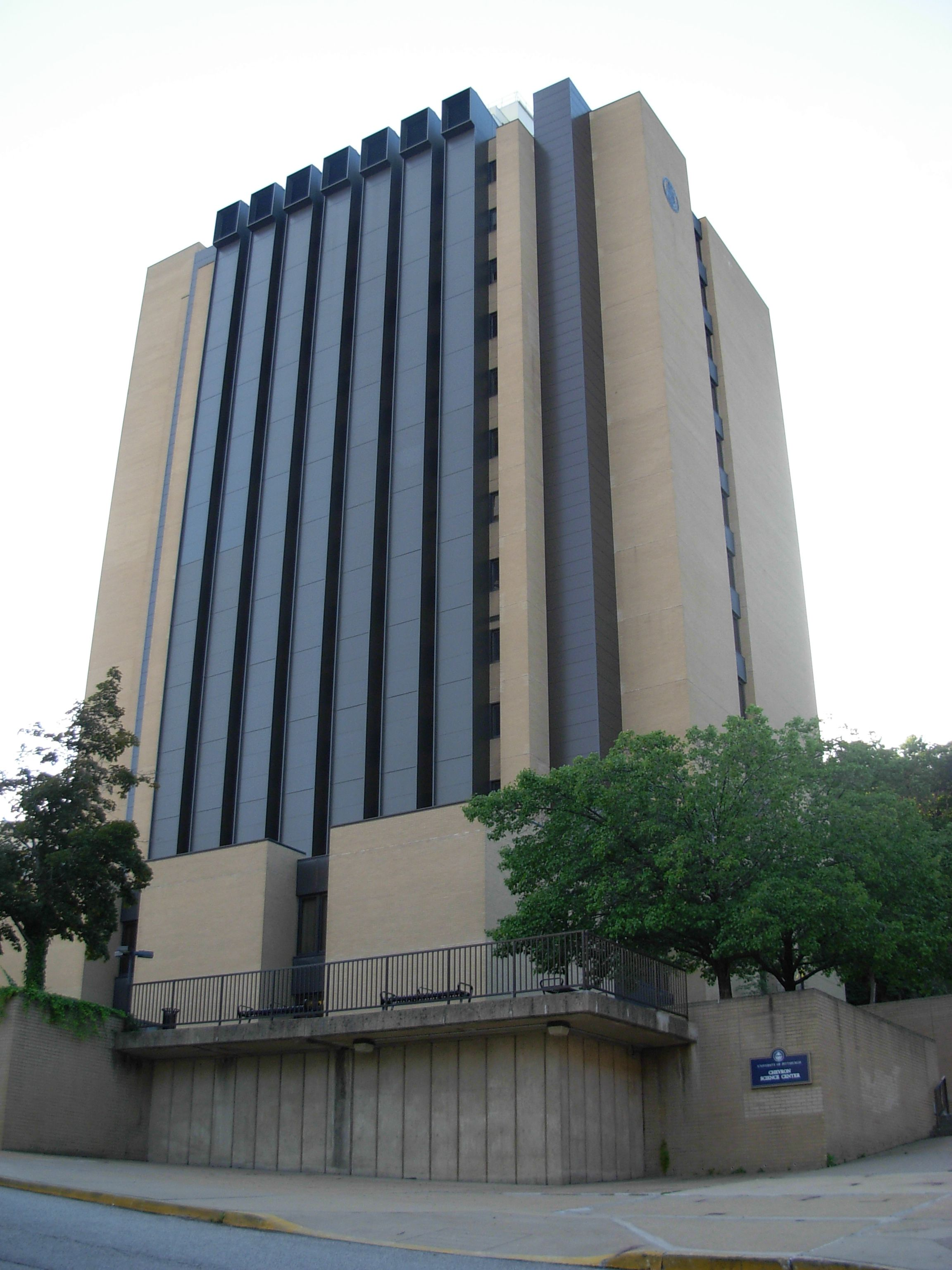
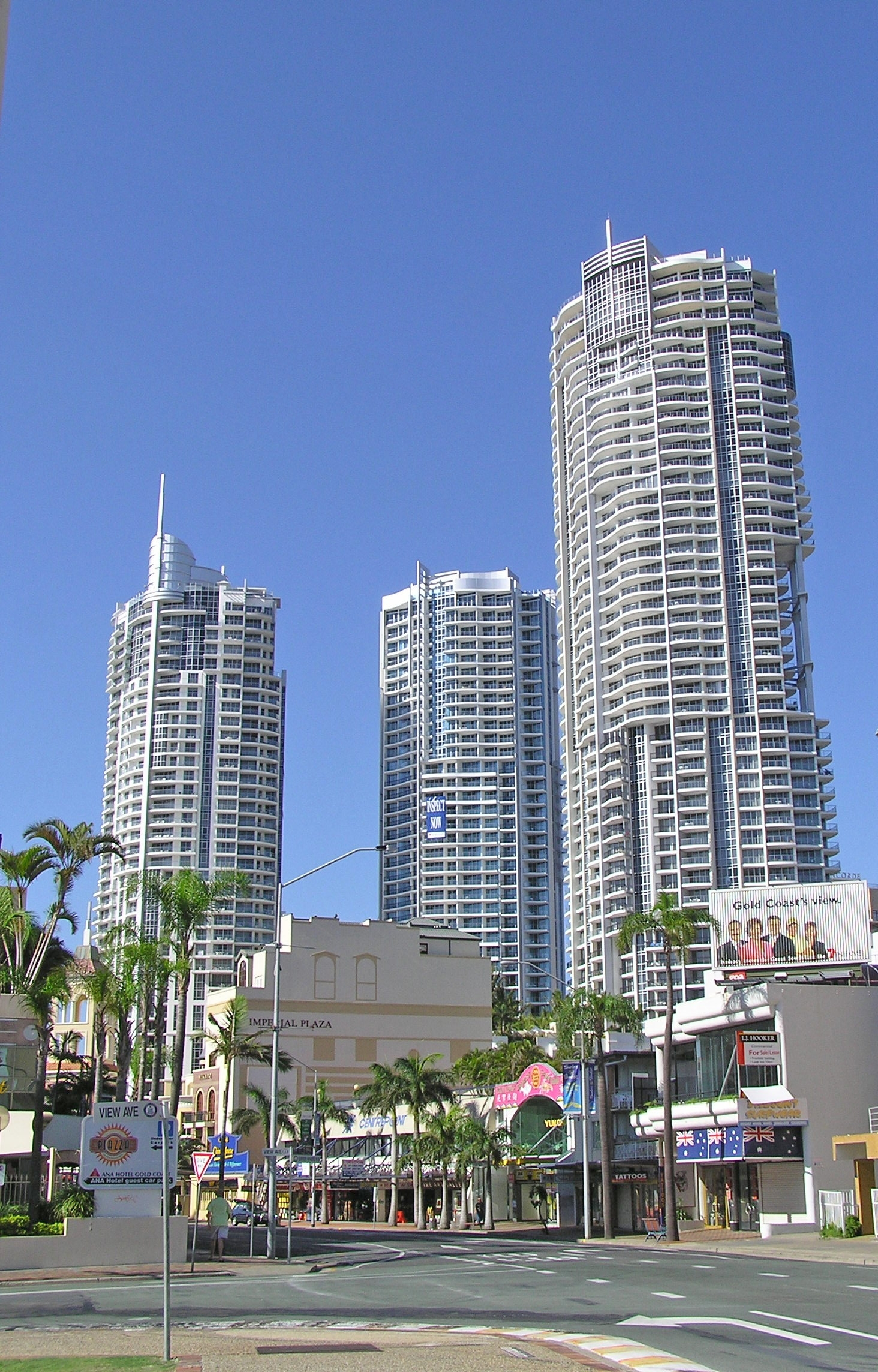
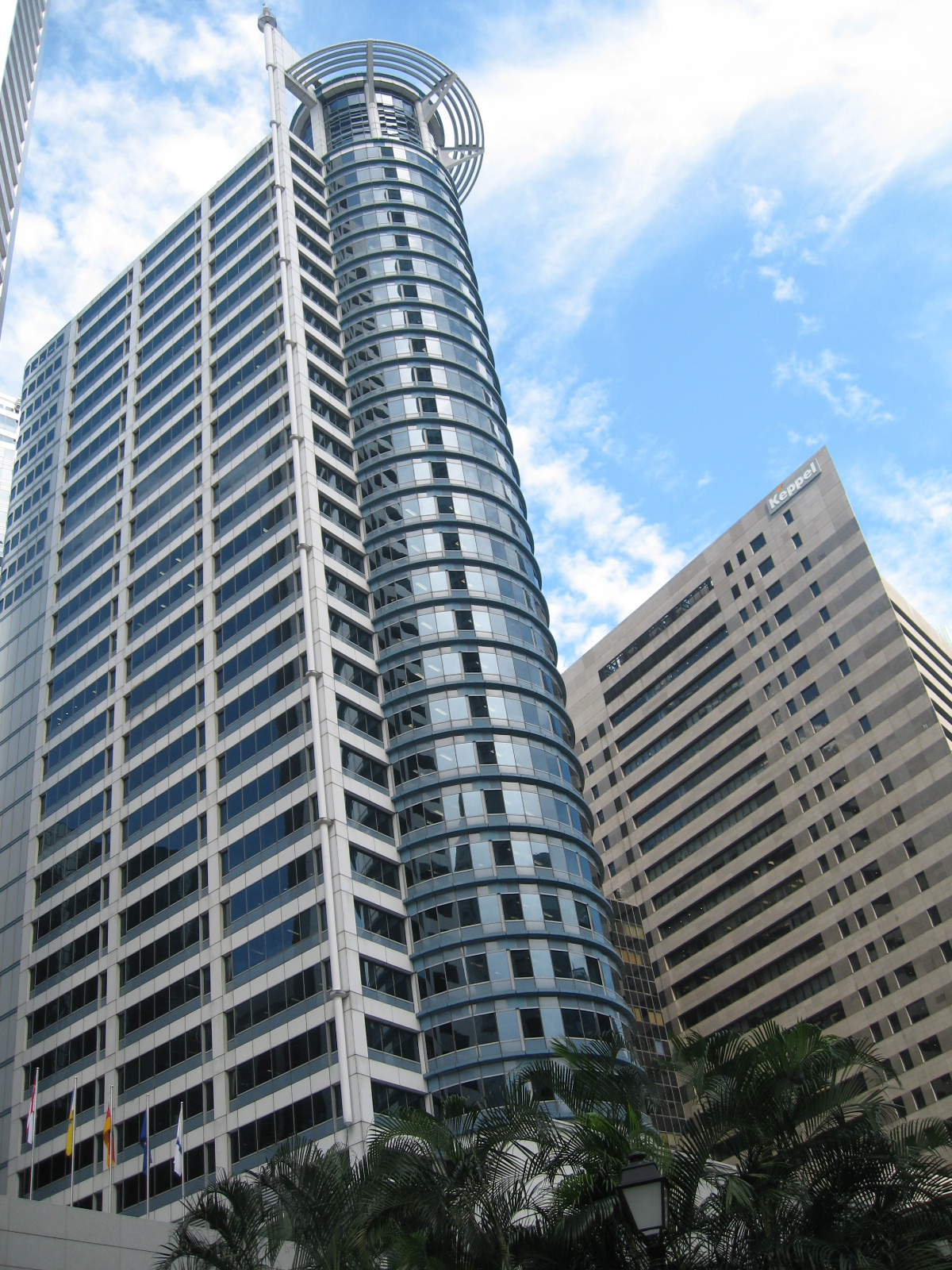
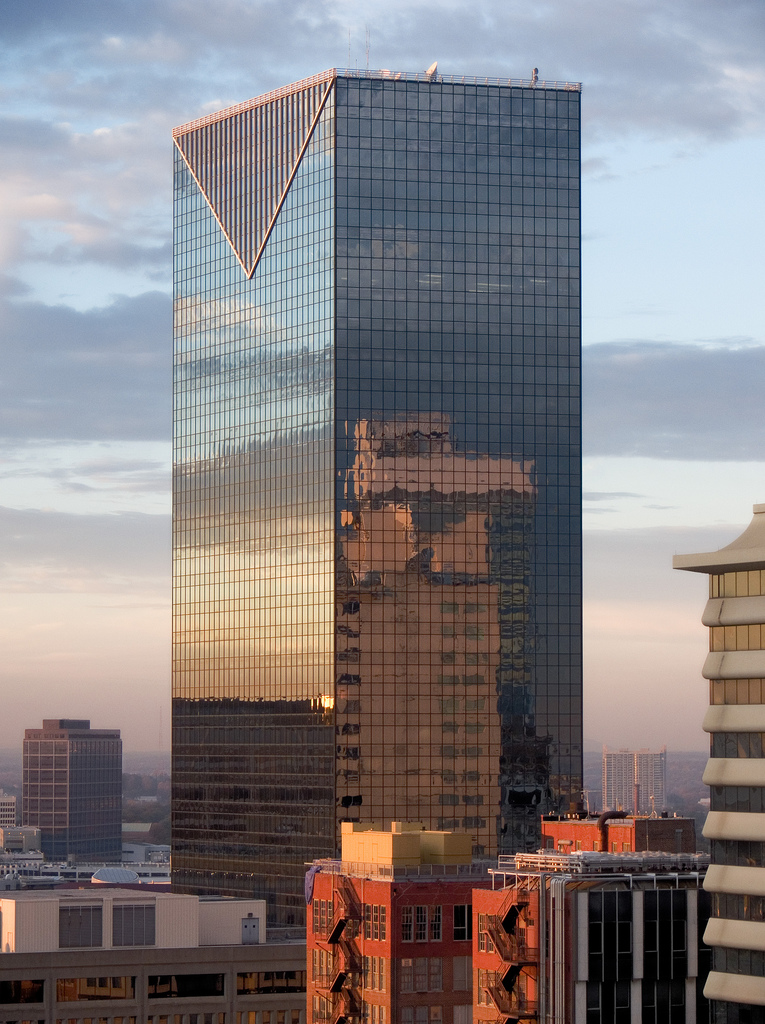